# 哈默斯利角
哈默斯利角（英語：Cape Hammersly）是南極洲的海岬，位於威爾克斯地的布德海岸，處於威廉遜冰川和托滕冰川之間，根據美國海軍拍攝的空中照片繪入地圖，現時由南極條約體系管理。